# محمد محروفی
محمد محروفی (انگلیسی: Mohammed Mahroufi؛ زادهٔ ۱۹۴۷) بازیکن سابق فوتبال اهل مراکش است.
وی عضو تیم ملی فوتبال مراکش در جام جهانی فوتبال ۱۹۷۰ بوده است.